# Pseudoisidorské dekretálie
Pseudoisidorské dekretálie je označení pro středověký podvrh kanonického práva, který je tvořen jak autentickými dekretály z Collectio Hispana, tak četnými falsy – celkem jde o asi stovku velmi zdařilých fals, pro jejichž vytvoření bylo použito některých pravých právních sbírek a k zvýšení dojmu jejich autenticity byla do nich včleněna ještě řada dalších pravých textů. Konkrétně zahrnují 115 zcela nepravých dokumentů a 125 původně autentických, zfalšovaných až pozdějšími úpravami. Autor, nebo možná skupina autorů, není znám, sám sebe v díle označuje jako Isidor Mercator, který byl po objevení dekretálů ztotožněn s Isidorem Sevillským, zesnulým roku 636, ovšem opravdový vznik se klade mezi roky 847–852. Tyto dokumenty byly „objeveny“ v remešské diecézi a za důvod jejich vzniku bývá označována snaha remešských diecézních biskupů (sufragánů) o obranu jejich práv proti svévolnému jednání jejich nadřízeného arcibiskupa, remešského metropolity Hinkmara, a případně i proti usnesení lokálních synod. Za jediného oprávněného rozhodčího ve všech větších sporných církevních záležitostech je v dokumentech označován římský biskup, neboli papež, který jediný má být oprávněn soudit biskupy a bez jehož schválení nemají mít platnost usnesení regionálních synod. Dále jsou v dokumentu postulovány zásady o nejvyšší moci papeže nad světskými panovníky a nezávislosti církve s odkazem na rovněž padělanou Konstantinovu donaci (zde je také dochován její nejstarší rukopis). Toto byly důvody, proč se k pseudoisidorským dekretáliím odvolávali papežové, údajně v dobré víře v jejich pravost, při boji o emancipaci církve vůči světské moci. Části dekretálií byly pojaty do různých středověkých sbírek kanonického práva, např. do vlivné Gratiánovy sbírky církevních předpisů.
Tyto falsifikáty dodávající legitimitu papežským mocenským nárokům poprvé zpochybnil teprve Ota III. (vládl 995–1002), ale účinně proti tomuto podvrhu vystoupil až v 15. století Mikuláš Kusánský a posléze protestanti. Až do odhalení tohoto falsa měly dekrety velký vliv na utváření představ o papežské moci a o jejím poměru k moci světské – do značné míry se o ně v politickém ohledu opírají mocenské nároky středověkého papežství. Přes odhalení nepravosti těchto dokumentů byly mnohé z nich i v církevním zákoníku Codex Iuris Canonici z roku 1983.
Agostino Marchetto dospěl k závěru, že kánony 220 a 222 CIC/1917 jsou inspirovány Pseudoisidorskými dekretáliemi. Kánony pojednávají o absolutní a svrchované moci papeže nad koncilem. Materie těchto kánonů přešla do CIC/1983 jako kánon 338.